# Коновалов Герман Іванович
Герман Іванович Коновалов (12 вересня 1882, Аккерман, Бессарабська губернія — 31 березня 1936, Клуж-Напока) — підполковник Генерального штабу, герой Першої світової війни. Старшина гетьманської армії, учасник Білого руху, генерал-квартирмейстер штабу головнокомандувача Російської армії Врангеля (1920), генерал-майор.

## Біографія
З міщан. Уродженець Аккермана. Здав іспит на звання 2-го розряду, що вільно визначається, при Херсонській прогімназії.
Закінчив Одеське піхотне юнкерське училище, звідки випущений був підпрапорщиком до 134-го піхотного полку Феодосії. Підвищений у підпоручики 5 вересня 1902 року, в поручники — 20 жовтня 1906 року, в штабс-капітани — 20 жовтня 1910 року .

### Перша світова війна
У 1914 році закінчив два класи Миколаївської військової академії, з початком Першої світової війни був відряджений до свого полку. Нагороджений Георгіївською зброєю
|  | За те, що у боях 11 жовтня 1914 року у д.д. Смольня, Лопушанка, Хеміна та 16 жовтня — у Головечка, виконуючи обов'язки старшого ад'ютанта в частині генерального штабу неодноразово робив вдалі розвідки і вибирав вигідні позиції під вогнем противника, на яких наші війська витримували завзяті та багатоденні бої з противником. |

Підвищений до капітана 29 червня 1915 «за вислугу років». 14 липня 1916 року переведений до Генерального штабу із призначенням старшим ад'ютантом штабу 34-ї піхотної дивізії. Нагороджений орденом Св. Георгія 4-го ступеня
|  | За те, що будучи старшим ад'ютантом штабу 34-ї піхотної дивізії та тимчасово виконуючи посаду начальника штабу названої дивізії шляхом особистих розвідок, пов'язаних з особистою для нього небезпекою, сприяв начальнику дивізії у складанні плану атаки сильно укріпленої позиції австрійців у д. Лопушно-Волиця - будинок лісника, під час самої операції, будучи головним співробітником начальника дивізії та, виконуючи його доручення, перебував у передовій лінії військ під сильним артилерійським вогнем. Результатом операції була поразка 43-ї австрійської дивізії, що втратила 78 офіцерів і 4887 нижніх чинів полоненими і близько 1500 осіб убитими та пораненими, 17 кулеметів, два бомбомети та багато іншого військового спорядження. |

У штабі 8-ї армії служив під керівництвом генерала Махрова. У 1917 році був підвищений у підполковники, а 4 вересня того ж року призначений помічника начальника відділу управління генерал-квартирмейстера, що виправляє посаду, штабу головнокомандувача арміями Південно-Західного фронту.

### Громадянська війна в Україні та еміграція
У 1918 році служив у гетьманській армії, на 21 листопада 1918 — начальник штабу 15-ї піхотної дивізії, військовий старшина. 27 листопада 1918 року у складі Катеринославського загону виступив у похід з'єднання з Збройними силами Півдня Росії, був помічником з оперативної частини начальника штабу загону генерал-майора П. Кислого. Після прибуття до Криму був підвищений до полковника і призначений начальником оперативного відділу штабу Кримсько-Азовської армії. У квітні 1919 року, при відході з Криму на Ак-Манайські позиції організував оборону, виконуючи посаду начальника штабу окремого корпусу, в який було переформовано Кримсько-Азовську армію. На 15 червня 1919 — штаб-офіцер 3-го армійського корпусу. 12 вересня 1919 призначений старшим ад'ютантом оперативного відділу штабу військ Новоросійської області, з 24 лютого по 10 березня 1920 тимчасово виконував посаду начальника того ж штабу. У березні 1920 року був призначений генерал-квартирмейстером штабу головнокомандувача ВСЮР, що вступив на посаду, генерала П. Врангеля. 6 червня 1920 року підвищений у генерал-майори. В серпні 1920 року був відряджений генералом Врангелем в організацію відходу Кубанського десанту, змінив генерала Д. Драценка на посаді начальника штабу. До евакуації Криму був найближчим співробітником генерала Врангеля з ухвалення оперативних рішень.
В еміграції в Болгарії жив у Рущуку. 1930 року переїхав до Румунії, де обійняв посаду завідувача управлінням лісової фірми «Дерна Татаруш» у місті Дерна. 18 листопада 1935 року був поранений новим директором фірми Леонідом Гатовським у лісі комуни Сипнуш, у Трансільванії. Помер у 1936 році від зараження крові в клініці міста Клюж. Був одружений.

## Нагороди
- Орден Святого Станіслава 3 ст. (ВП 14.02.1910)
- Орден Святої Анни 4 ст. з написом «за хоробрість» (ВП 11.06.1907)
- Орден Святого Володимира 4 ст. з мечами та бантом (ВП 14.01.1915)
- Орден Святої Анни 3 ст. з мечем та бантом (ВП 14.01.1915)
- Орден Святої Анни 2 ст. з мечами (ВП 12.09.1915)
- Георгіївська зброя (ВП 10.11.1915)
- Орден Святого Станіслава 2 ст. з мечами (ВП 30.11.1915)
- Орден Святого Георгія 4 ст. (ВП 25.06.1916)
- старшинство в чині капітана з 1 вересня 1911 року (ВП 20.12.1916)
- старшинство в чині капітана з 1 вересня 1909 року (ПАФ 2.05.1917)